# Andreas Anton Schmelzer
Andreas Anton Schmelzer (Schmeltzer) (auch Andreas Anton Schmelzer von Ehrenruef; getauft am 26. November 1653 in Wien; † 13. Oktober 1701 ebenda) war ein österreichischer Violinist und Komponist.
Schmelzer zählte zu den bekannteren Violinisten Österreichs. Er war der älteste der Söhne Johann Heinrich Schmelzers, von denen drei den Beruf des berühmten Vaters ergriffen. Nach dem Tod seines Vaters übernahm er 1681 die Position des offiziellen Komponisten für Ballettmusik bei Hofe (Ernennungsdekret vom 27. Februar 1681), musste aber den Posten 1693 aus gesundheitlichen Gründen aufgeben. Zu seinen Werken zählen rund 75 Ballettmusiken, die in der österreichischen Nationalbibliothek aufbewahrt werden. 1675 war er vorübergehend mit der Primadonna Giulia Masotti verlobt, er beendete diese Verbindung jedoch aus finanziellen Gründen.

## Werke
- Die Türkenschlacht (für Violine und Basso continuo)
- Victori der Christen, Sonate in a-Moll für Violine und Basso continuo, Adaption von Bibers 10. Rosenkranz-Sonate
- Ballettmusik zur Oper Achille in Tessalia von Antonio Draghi.